# Mr. J.J. van der Veldebrug
De Mr. J.J. van der Veldebrug (brug 1939) is een loop/fietsbrug over het Oosterdok in Amsterdam. De brug verbindt het Oosterdokseiland met het NEMO-gebouw, boven op het zuidelijke eind van de IJtunnel, de zogenaamde IJtunnelpier. De bruggen vormen met andere bruggen twee ronde wandel- en fietsroutes. Aan de oostzijde is er de niet geheel gesloten combinatie met de Oosterdoksdraaibrug (van dezelfde ontwerper)  en de commandantsbrug. Aan de westzijde is wel een gesloten cirkel met Kraansluis en Odebrug. De brug heeft geen aparte stroken voor voetgangers en/of fietsers.  

## Ontwerp
De brug bestaat uit drie verschillende delen. Tussen de kades met nabij staande brugpijlers en centraal gelegen betonblokken (brugpijlers annex jukken) in het Oosterdok liggen twee boogbruggen, waarvan er één uitneembaar is in noodgeval. Vanwege de lengte (63 en 71 meter) werd ervoor gekozen de bogen naar elkaar toe te vouwen, zodat er een grotere stabiliteit ontstaat. De brug moet namelijk niet alleen standaard voetgangers en fietsers kunnen dragen, maar in noodgevallen ook diensten zoals politie, brandweer en ambulance.
Tussen de twee betonblokken ligt dan een kleine ophaalbrug. Deze ophaalbrug is bijzonder omdat normale onderdelen als hameipoort en aanverwante onderdelen ontbreken. Wel zijn er hameipriemen en ballastkisten, maar deze zijn (bijna) onherkenbaar weggewerkt als balustraden annex leuningen. Schepen niet breder dan 8,40 meter en niet hoger dan 3,2 meter kunnen zo vanaf het IJ het Oosterdok bereiken. Ze worden door remmingswerk de onderdoorvaart in geleid. De hier veelvuldig rondvarende rondvaartboten kunnen gewoon onder de brug of aanbrug door.
Het systeem werd ontworpen door een samenwerking tussen Henk Kerste van Kerste-Meijer BV enerzijds en het Ingenieurs Bureau Amsterdam. De opdrachtgever was de Dienst Infrastructuur en Verkeer van de gemeente Amsterdam.. Er is in het ontwerp bewust gekozen voor transparante buisconstructies in een soort vakwerk, waardoor er een open uitzicht zou blijven bestaan naar het Oosterdok en de Dijksgracht. Ook het verlichtingsniveau is daarom vrij laag gehouden.
De kosten zouden 8 miljoen gulden hebben bedragen. In mei 1992 werden de brugdelen op hun plaats gehesen; in september 1992 zouden de bruggen opengaan voor voet- en fietsverkeer.
In 2022/2023 werd gebouwd aan het hoofdkantoor van Booking.com aan het noordeinde van de brug. Daarna werd de Oosterdokskade voor wat betreft hoogte veranderd en kreeg de brug ter plekke een nieuwe aansluiting, nadat eerder een noodbruggetje was geplaatst. 

## Naamgeving
De brug is vernoemd naar mr. Jonas Jacob van der Velde (1887-1980), die als wethouder verantwoordelijk was voor het vaststellen van het tracé van de IJtunnel. Ook wordt de brug (nog wel) de Langedoksbrug genoemd, de werktitel. In eerste instantie werd de brug bestuurd door een brughuisje bij de Kortjewantsbrug , later een brughuisje aan de Oosterdokskade, maar weer later werd ze centraal aangestuurd.

## Afbeeldingen

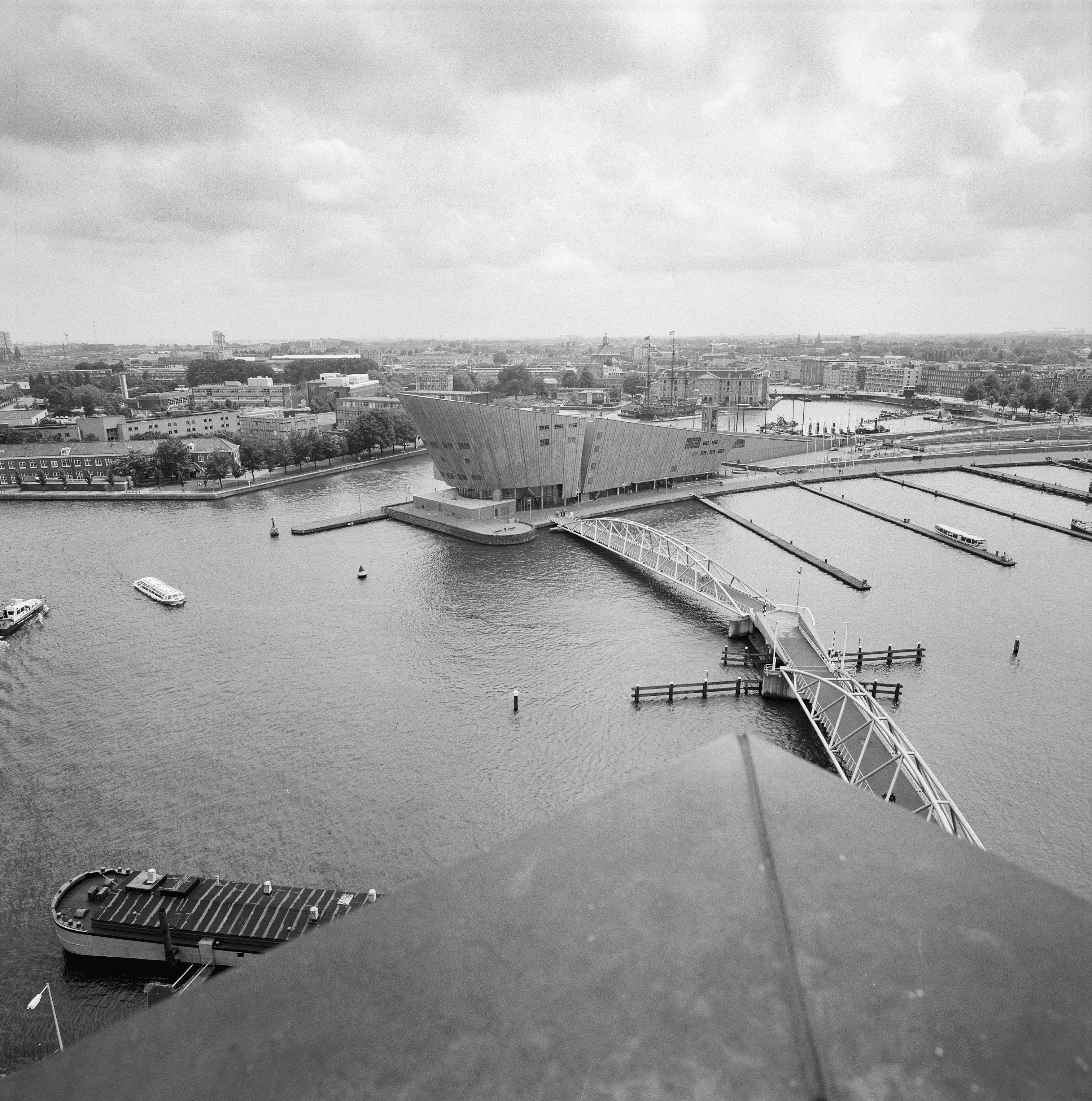
De brug gezien vanaf het voormalige hoofdpostkantoor, 1998
De brug gezien vanaf het NEMO Science Museum (2005)
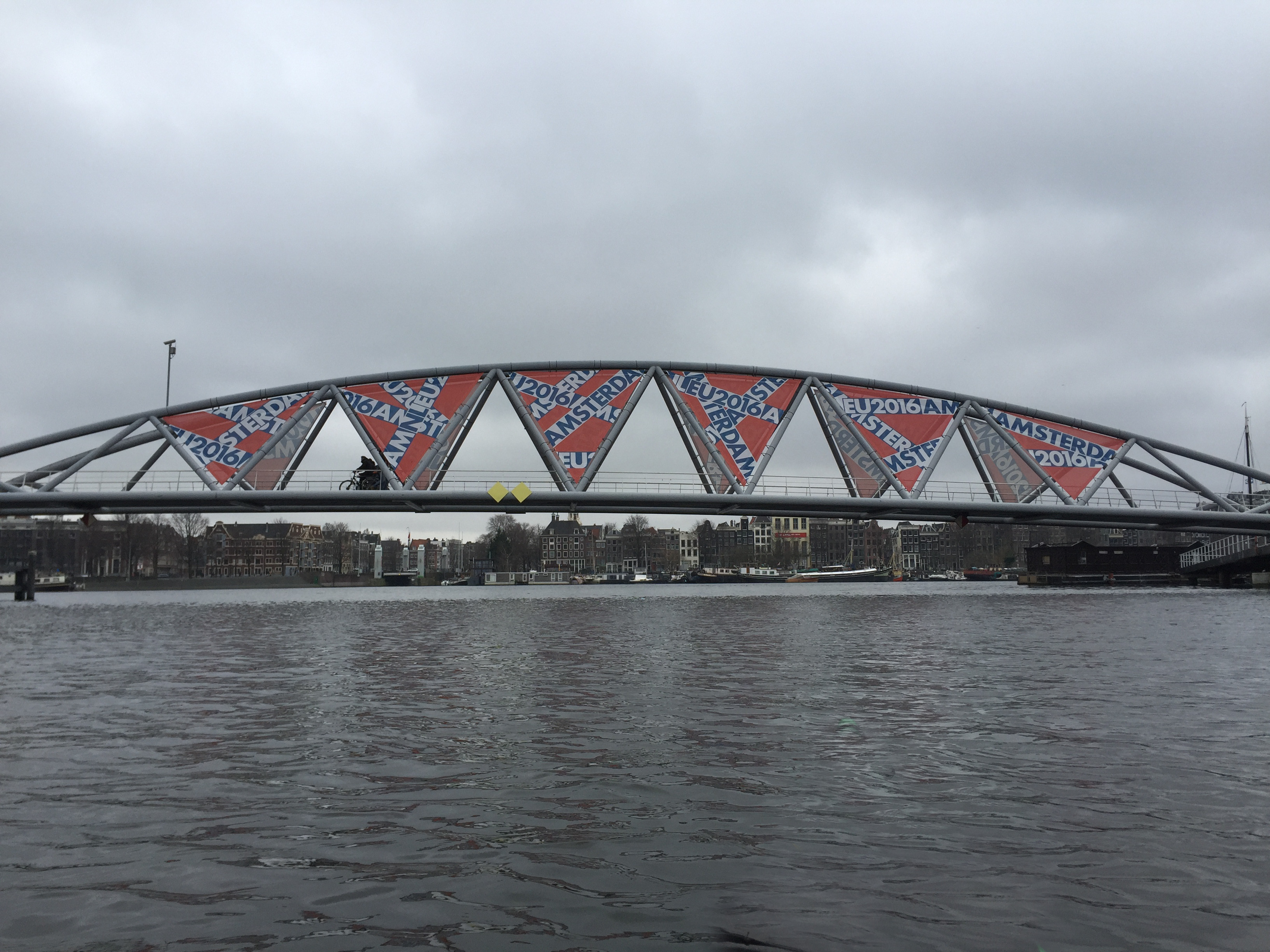
Mr. J.J. van der Veldebrug gezien naar het zuidoosten, met op de achtergrond de Prins Hendrikkade en de Kikkerbilsluis, maart 2016
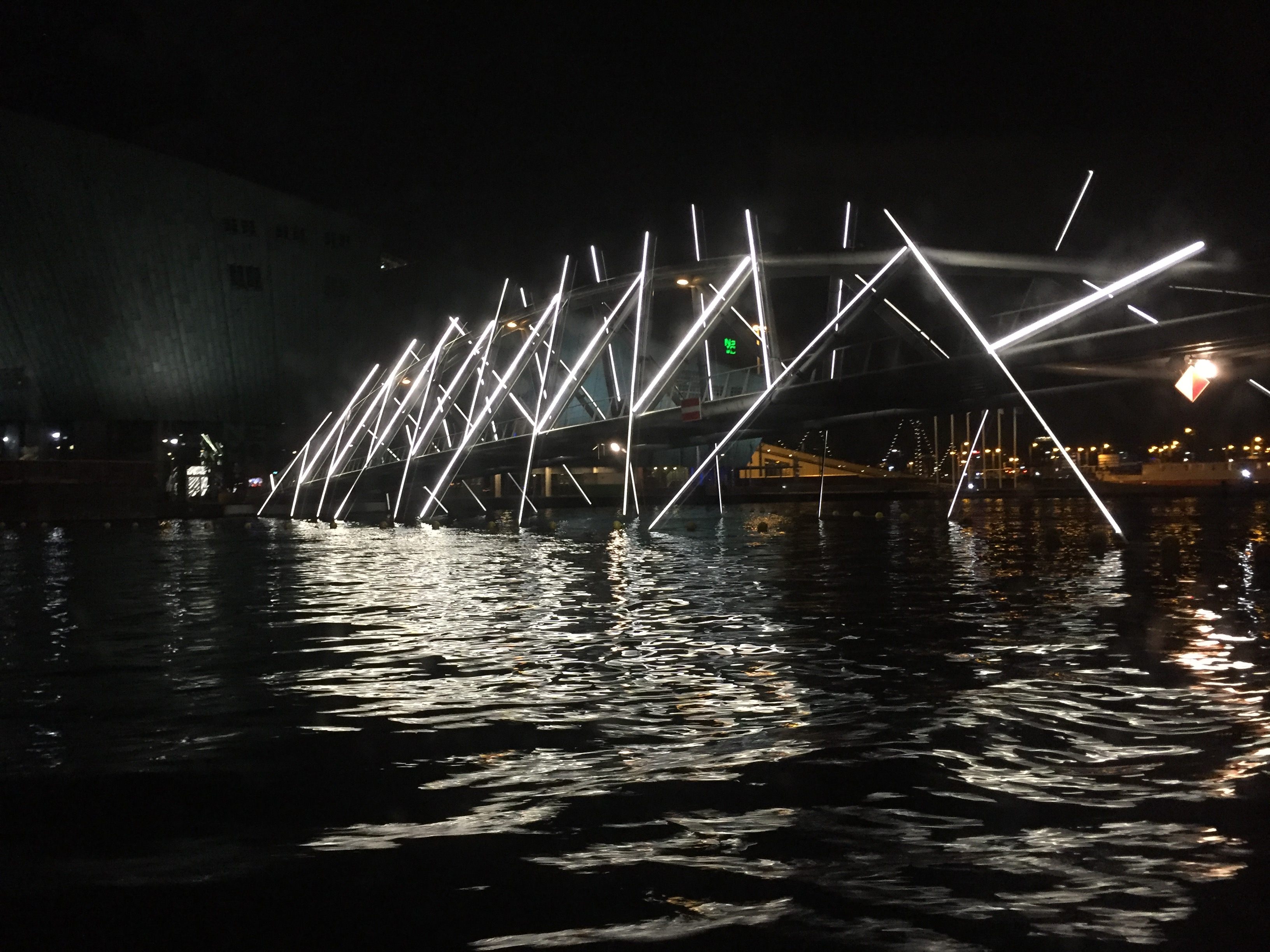
Brug 1939 Mr. J.J. van der Veldebrug tijdens het Amsterdam Light Festival, 2019
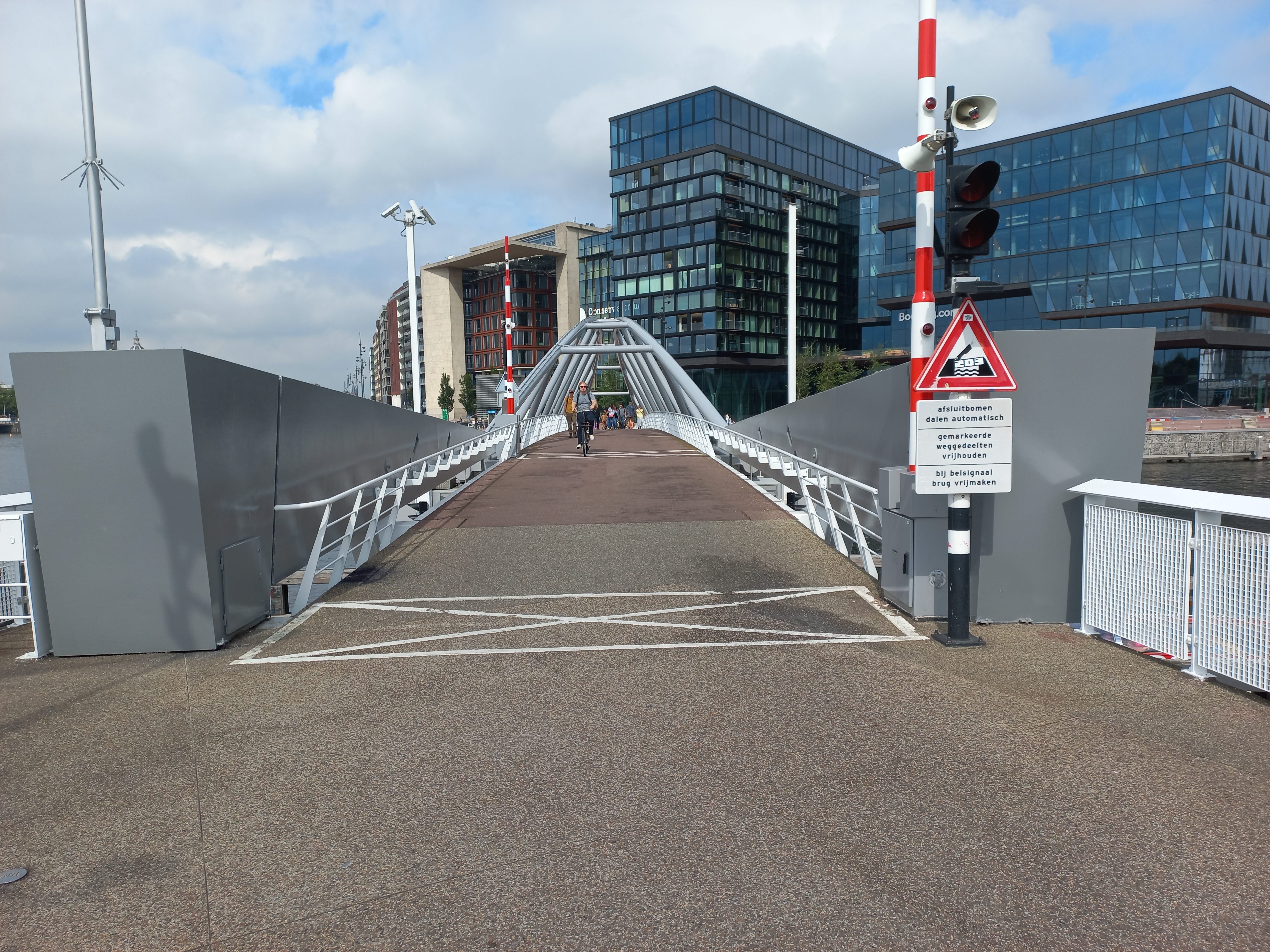
Op de voorgrond de ophaalbrug (augustus 2023)

<<< · 1900 · 1901 · 1902 · 1904 · 1906 · 1907 · 1908 · 1909 · 1910 · 1911 · 1913 · 1914 · 1915 · 1916 · 1917 · 1919 · 1920 · 1922 · 1923 · 1925 · 1927 · 1929 · 1930 · 1931 · 1932 · 1933 · 1935 · 1936 · 1937 · 1938 · 1939 · 1940 · 1941 · 1942 · 1944 · 1945 · 1946 · 1947 · 1948 · 1949 · 1950 · 1951 · 1952 · 1953 · 1954 · 1955 · 1956 · 1957 · 1958 · 1959 · 1960 · 1961 · 1962 · 1963 · 1964 · 1965 · 1966 · 1967 · 1968 · 1969 · 1970 · 1971 · 1972 · 1973 · 1974 · 1975 · 1976 · 1977 · 1978 · 1979 · 1980 · 1981 · 1982 · 1983 · 1984 · 1985 · 1986 · 1987 · 1988 · 1989 · 1990 · 1991 · 1992 · 1993 · 1994 · 1995 · 1996 · 1997 · 1998 · 1999 · >>>
Brugnummers 1903, 1905, 1912, 1918, 1921, 1924, 1926, 1928, 1934, 1943 zijn niet (meer) in gebruik (januari 2021)